# チェワ族

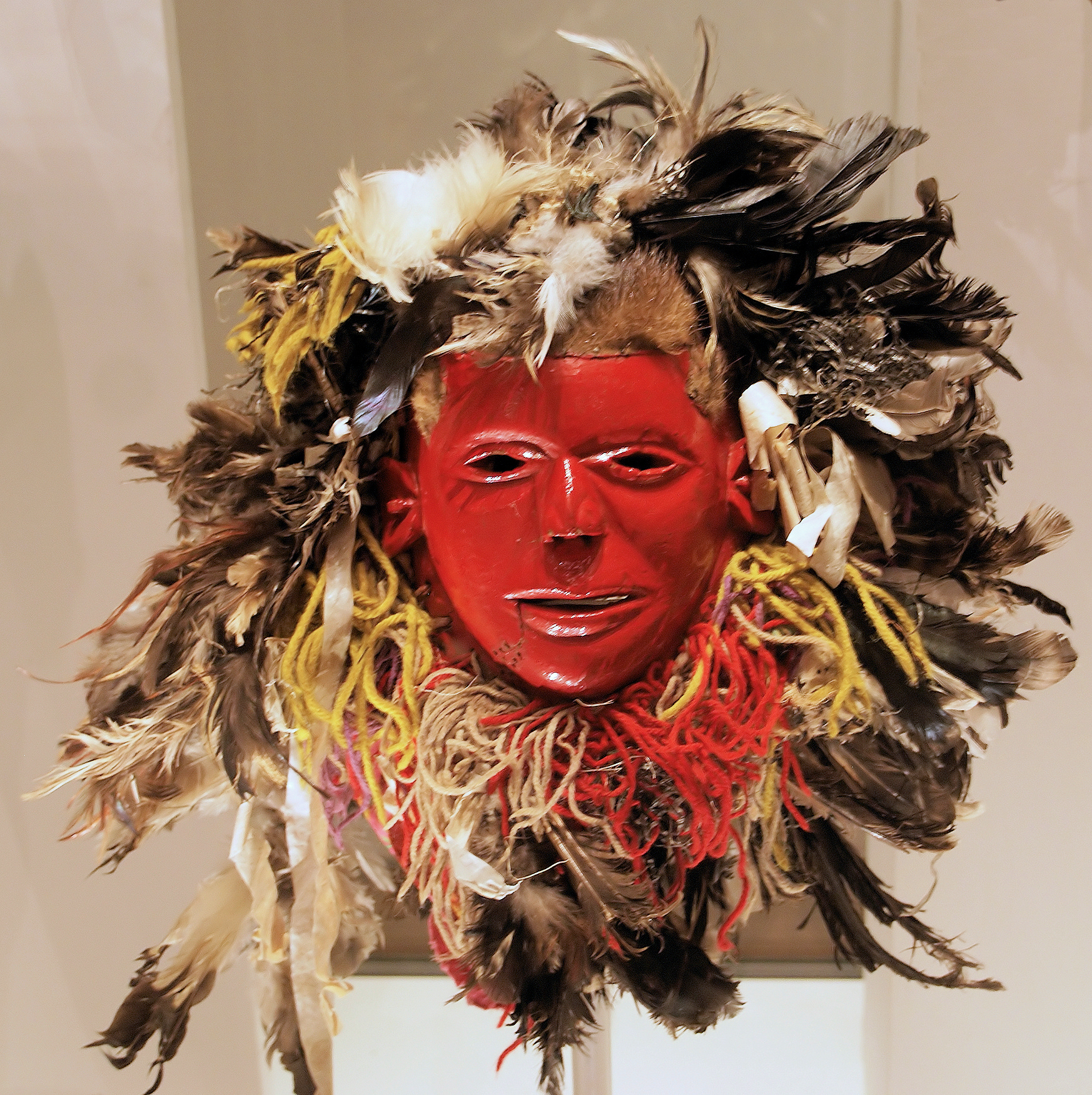
チェワ族のマスク

チェワ族（Chewa）は、中央アフリカから南アフリカにかけて住む民族である。この民族は、自身の周囲をとりまく民族、とりわけトゥンブカ族（Tumbuka）やンセンガ族（Nsenga）などの民族と関連が深い。また、歴史学的にはコンゴ民主共和国で同じ歴史を歩んだ民族であるベンバ族と関連がある。ンセンガ族やトゥンブカ族と同様に、チェワ族の住む地域の大部分はズールー族やクワズール・ナタール州およびトランスヴァール共和国出身者に由来を持つ民族であるンゴニ族影響下にある。チェワ族の言語はチェワ語（ニャンジャ語）である。国際的にはチェワ族は、特徴的な仮面とニャウ（Nyau）と呼ばれる秘密結社の存在、および農業に関する腕のよさで有名である。
なお、チェワ族は、ニャンジャ族、トゥンブカ族、ンセンガ族、センガ族、Mang'anja族と同様に、マラビ帝国を構成した民族の一つであった。
また、チェワ族には大きく分けて二つのクラン（氏族）、すなわちフィリ（Phiri）とバンダ（Banda）が存在する。このうち、フィリは王や貴族と関連のある氏族であり、呪術医および神秘家と関連のある氏族である。

## チェワ族の社会
チェワ族の社会において、女性は特別な地位に置かれている。彼女らは血統の再生産者 (Mbele)として認識されており、拡大家族を構成する。母系社会であるため、財産や土地に関する権利は母親側に属する。なお、Mbeleとは『同じ乳房の子孫（descended from the same breast）』を意味する。同じ母から生まれた子供は、同じ一族の構成員となるか、または自分で家族を構築する（これをMbumbaという。"Mbumba"とは「家族を養う」を意味するチェワ語である）。母親の年長者の兄はNkhosweと呼ばれ、一族の血統の保護者であるほか、妹の息子らの指導者となる。
チェワ族の村は、Mfumuと呼ばれる村長に率いられている。善良な村人であれば、男女を問わず誰でも村長を目指すことが可能である。村長は、Mwini Dzikoと呼ばれる地域の首長に従属しており、さらに地域の首長は最上位の首長に従属している。 この従属関係には定期的な貢ぎ物が必要であるほか、戦争の際には男手の供給も行う。

## チェワ族の歴史
チェワ族の口伝によれば、チェワ族の起源はザイール南部のルバ（Malambo）に住んでいた氏族が北部のザンビアに移住に由来し、その後さらに南と東にマラウイの高地の南方と東方に移住したものである可能性がある。この移住は第1千年紀よりも前に起こったと考えられている。移住後、他のバンツー族の土地を征服した後、現在の北部マラウイ北部の山脈と、ザンビア北東部の高原に関連する土地にチョマの町を再編した。これは、チェワ族の初期の歴史に関する口伝の様々な解釈のうちの1つである。

1650年代頃のマラヴィ帝国の版図

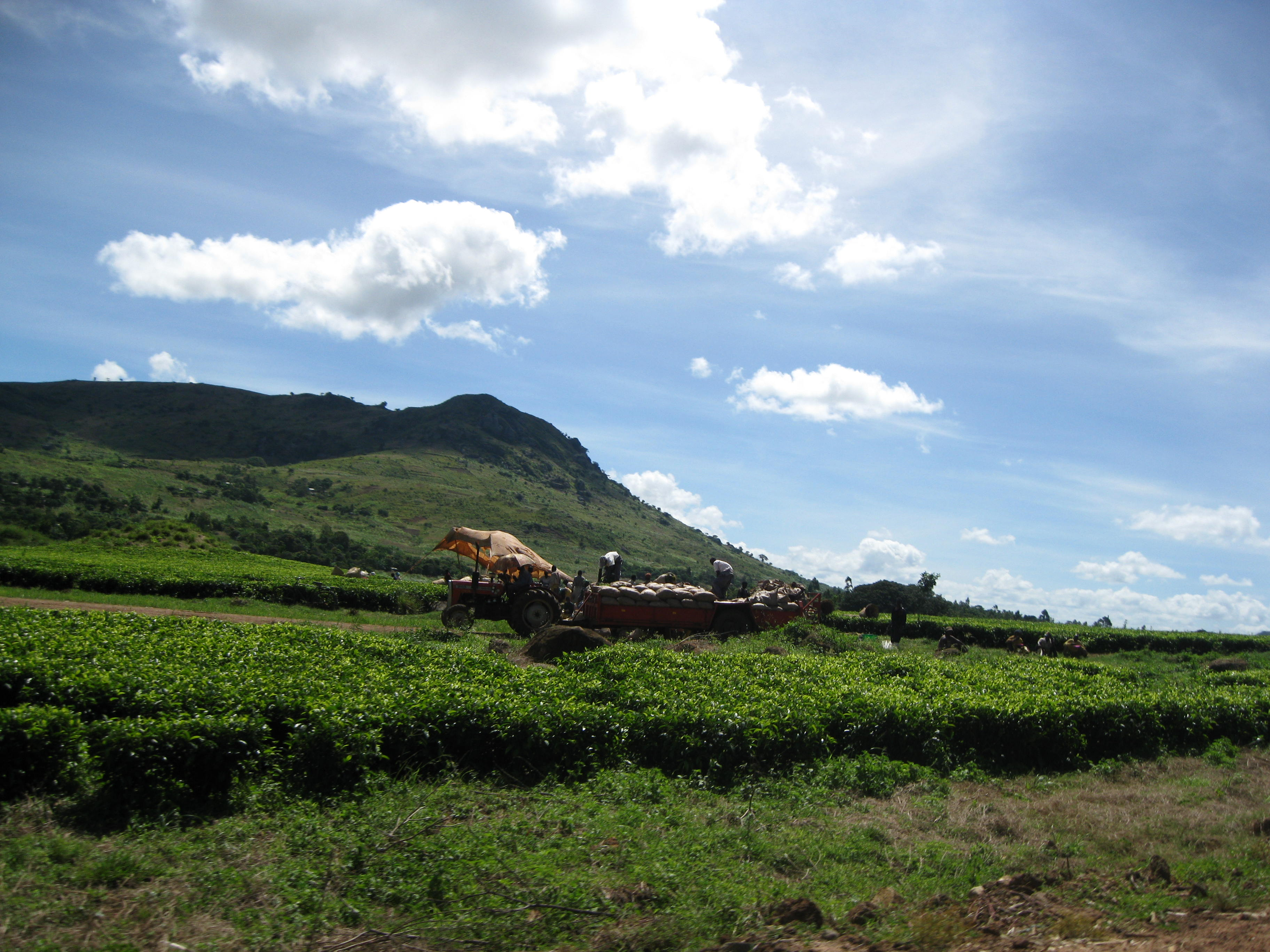
ムランジェ近郊の茶畑

チェワ族の最初の王国は、1480年前後に建てられた後、16世紀には2つの権威の系統となった。このうちの1つがバンダの氏族であったMankhamba (Nthakataka)の一族で、もう一方はフィリの氏族であったManthimbaの一族であった。なお、フィリの氏族は、マラウイのKaphirintiwa山と関連があったと言われる。
17世紀にマラビ帝国が統一されていた頃、ポルトガル人は幾度かチェワ人に接触してきた。最終的にポルトガル人は首長層の中心にまで手を伸ばすことが出来なかったが、1608年から1667年までの接触に関する記録を文章に残している。
1750年には、マラビ帝国の複数の名家が様々な分野で地位の合併を行ったが、チェワ族は同族出身者と他族出身者をうまく区別することが出来た。言葉の差異や、特別な刺青 (mphini)による方法のほか 、ニャウと呼ばれる秘密組織に基づいた宗教的組織の目的のためであったという。 
1980年代前半にマラウイ政府が茶農園を取り戻すまで、フィリの貴族はマラウイの茶農園の大部分を所有していたという説があるが、これはマラウイ共和国元大統領のバキリ・ムルジの政治的人気取りのためにでっち上げられた作り話であった。真実は、ムランジェ山の麓で茶を栽培していたイギリス人一家により茶は国外へ持ち出されており、現在その農園はドリントン一家（Dorington Family）の所有になっているという。
その後、Conforzi's (イタリア人) 、カスカート-ケイ (イギリス人) 、バロウズ (イギリス人) などのヨーロッパ人家族が入国した。実際にマラウイが所有した最初の茶農園は、70年代初頭に茶生産者協会の指導の下、マラウイの初代大統領であったヘイスティングズ・カムズ・バンダ博士により国有地に設立されたものであった。
学識者らの指摘によりチェワ語もまたショナ語の方言として分類された。 
このことは、古代ショナ帝国とニャンジャ族、ベンバ族、ヤオ族に強い歴史的関連を構築させるほか、彼らの起源がマショナランドであることを指摘することが可能である。
Malambo（現在のコンゴ民主共和国）へ一時的に在住した古代のショナ人は、北ザンビアへ移住した後に、マラウイへ移住した。
学識者によれば、チニャンジャ語とチチェワ語、チェワ語は、16世紀に舌の使い方の差異から生じた言語であるという。20世紀初頭にチェワ語の語彙と文法は、ジンバブエで話されるショナ語の方言に影響を受けて類似した。このうち特に強い影響を受けたものを、チゼズズ語（ChiZezuru）やチマニカ語（ChiManyika）と呼ぶ。

## 政治
ザンビア、マラウイ、ジンバブエ、モザンビークにおけるチェワ族の大首長は、Chief Undiである。マラウイにおいては、初代大統領のヘイスティングズ・カムズ・バンダはチェワ族のフィリおよびバンダの氏族であった。彼の支配の下、マラウイの公用語はチェワ語となった。